# Manuel II. (Trapezunt)
Manuel II. Komnenos (* um 1323; † 1333) war 1332 Kaiser und Großkomnene von Trapezunt. 

## Leben
Manuel war der Sohn des trapezuntischen Kaisers Andronikos III.
Als sein Vater 1332 nach kurzer Regierung starb, wurde der achtjährige Manuel dessen Nachfolger auf dem Thron von Trapezunt. Die Herrschaft Manuels fand unter der Bevölkerung jedoch nur wenig Rückhalt, da diese die Verbrechen seines Vaters, der zwei seiner drei Brüder hatte töten lassen, noch in guter Erinnerung hatte.
Die mit Manuels Herrschaft unzufriedenen Kreise entschlossen sich, Basileios, den einzigen noch lebenden Bruder des Andronikos, welcher sich 1330 seiner Ermordung durch die Flucht ins Exil nach Konstantinopel entzogen hatte, nach Trapezunt zurückzurufen. Als er nur acht Monate nach dem Regierungsantritt Manuels in Trapezunt eintraf, wurde dieser abgesetzt und Basileios zu seinem Nachfolger ausgerufen. 
Der entmachtete Manuel wurde danach auf ein Leben als Mönch vorbereitet. Er starb jedoch bereits im Jahre 1333. Wahrscheinlich wurde er auf Befehl des Basileios ermordet.
| Vorgänger       | Amt                       | Nachfolger |
| --------------- | ------------------------- | ---------- |
| Andronikos III. | Kaiser von Trapezunt 1332 | Basileios  |

| Personendaten    | Personendaten        |
| ---------------- | -------------------- |
| NAME             | Manuel II.           |
| ALTERNATIVNAMEN  | Manuel II. Komnenos  |
| KURZBESCHREIBUNG | Kaiser von Trapezunt |
| GEBURTSDATUM     | 1323                 |
| STERBEDATUM      | 1333                 |